# Hiro Arikawa
Hiro Arikawa, (en japonés: 有川 浩; Kōchi, 9 de junio de 1972) es una escritora japonesa de novela ligera o ranobe, esto es, literatura pulp.

## Biografía
Ganó el décimo premio anual de novela Dengeki para escritores noveles con Shio no Machi en 2003, que fue publicado al año siguiente. Se trata de una historia de amor entre una heroína y un héroe separados por la edad y la posición social en un marco militar japonés. Sus títulos siguientes van incorporándose a la literatura más prestigiada. Obtuvo un gran éxito con Toshokan Sensō / Guerra de la biblioteca (2006), una distopía en la que, inspirándose en Fahrenheit 451 de Ray Bradbury, imagina una sociedad japonesa dividida y enfrentada por cuestiones de tolerancia a la censura y a la libertad de expresión; fue la primera novela de una serie sobre este tema, Toshokan Sensō, y ganó el Premio Seiun en 2008. 
Escribe a menudo sobre las Fuerzas de Autodefensa de Japón y sus tres primeras novelas sobre estas han formado una trilogía llamada  Jieitai Sanbusaku / La trilogía Fuerzas Japonesas de Autodefensa.
Su obra ha sido muy adaptada al manga, la televisión y el cine,  y Crónicas de un gato viajero / 旅猫リポート, ha sido traducida a cinco idiomas, incluido al español, con el título A cuerpo de gato (2017). Se trata de la autobiografía de un gato en primera persona.

## Obras
- La serie Trilogía Fuerzas de Autodefensa de Japón
  - Shio no Machi
  - Sora no Naka
  - Umi no Soko
- La serie Guerra de la biblioteca
  - Toshokan Sensō (Guerra de la biblioteca)
  - Toshokan Nairan (La quema de la biblioteca)
  - Toshokan Kiki (La crisis de la biblioteca)
  - Toshokan Kakumei (La revolución de la biblioteca)
- Hankyū Densha
- Soratobu Kōhōshitsu
- Tabineko Ripouto